# İsmail Yüksek
İsmail Yüksek, född 26 januari 1999 i Bursa, är en turkisk fotbollsspelare som spelar för Fenerbahçe och Turkiets landslag.

## Karriär
Yüksek inledde sin seniorkarriär i Gölcükspor 2018. 2020 flyttade han till Fenerbahçe, och blev utlånad till Bursaspor 2021. 2021 debuterade för det turkiska A-landslaget. Han medverkade i EM i fotboll 2024.